# Hof de Vereeniging
De Hof de Vereeniging is een hofje in de plaats Dordrecht, in de Nederlandse provincie Zuid-Holland. 
Het hofje werd gebouwd in 1863 in opdracht van de Vereeniging tot Verbetering der Huisvesting van de Arbeidende Klasse Dordrecht. Deze Vereening werd in 1862 opgericht door enkele leden van de afdeling Dordrecht der Vereeniging ter bevordering van fabrieks- en handwerksnijverheid in Nederland in navolging van vergelijkbare verenigingen in o.a. Amsterdam (1852), Arnhem (1853), Den Haag (1854)  
De woningen werden vanaf 1864 gebouwd op een voormalig lijnbaanterrein, naar ontwerp van de als huisarchitect aan de Vereeniging verbonden architect Huibert Willem Veth. De arbeiderswoningen zijn ondergebracht in een langgerekt bouwvolume met beneden- en bovenwoningen onder een met pannen gedekt zadeldak, en een volume aan de kop uit 1911 onder schilddak. De benedenwoningen hebben de entree aan de noordzijde, de bovenwoningen in de zuidzijde. De Vereniging was de eerste hof van de half-kapitalistische, half-idealistische 'Vereeniging tot Verbetering der Huisvesting van de Arbeidende Klasse Dordrecht', die later ook de Hallincqhof en de inmiddels verdwenen Viermolenshof bouwde.